# Colossus (Schiff, 1911)
Die HMS Colossus war ein Schlachtschiff und Typschiff der gleichnamigen Klasse der britischen Marine, das am Ende der 1910er-Jahre gebaut wurde.

## Geschichte
Die Colossus, benannt nach dem Koloss von Rhodos, war das fünfte Schiff ihres Namens, das in der Royal Navy diente. Sie wurde am 1. Juni 1909 in Auftrag gegeben, am 8. Juli auf der Werft von Scotts Shipbuilding & Engineering in Greenock auf Kiel gelegt und am 9. April 1910 vom Stapel gelassen. Am 28. Februar begann die Erprobung des Schiffes, die bis zum Juli dauerte. Anschließend wurde die Colossus am 8. August in Devonport in Dienst gestellt und der 2. Division der Home Fleet zugewiesen. Diese wurde am 1. Mai 1912 in das 2. Kampfgeschwader umbenannt. Das Schiff nahm am 9. Juli an der Parliamentary Naval Review in Spithead teil und wurde vorübergehend zum Flaggschiff des Geschwaders, während ihr Schwesterschiff die Hercules zwischen November und Dezember umgerüstet wurde.

### Erster Weltkrieg
Zwischen dem 17. und 20. Juli 1914 nahm die Colossus an einer Test-Mobilmachung und Flottenüberprüfung als britische Reaktion auf die Julikrise teil. Nach ihrer Ankunft in Portland am 27. Juli erhielt sie den Befehl, sich vier Tage später mit dem Rest der Home Fleet nach Scapa Flow zu begeben, um die Flotte vor einem möglichen deutschen Überraschungsangriff zu schützen.
Im August 1914, nach dem Ausbruch des Ersten Weltkrieges, wurde die Home Fleet als Grand Fleet reorganisiert und dem Kommando von Admiral Jellicoe unterstellt. Der größte Teil der Flotte lag kurzzeitig (22. Oktober bis 3. November) in Lough Swilly, Irland, während die Verteidigungsanlagen in Scapa Flow verstärkt wurden. Am Abend des 22. November 1914 unternahm die Grand Fleet einen erfolglosen Vorstoß in die südliche Hälfte der Nordsee, wobei die Colossus mit dem Hauptverband zur Unterstützung des 1. Schlachtkreuzergeschwaders von Vizeadmiral David Beatty bereitstand. Am 27. November war die Flotte zurück im Hafen von Scapa Flow.
Am Abend des 23. Januar lief der größte Teil der Grand Fleet von Scapa Flow aus, um Beattys Schlachtkreuzer zu unterstützen, war jedoch zu weit entfernt, um am folgenden Tag am Gefecht auf der Doggerbank teilnehmen zu können. Vom 7. bis 10. März unternahm die Grand Fleet eine Aufklärungsfahrt in der nördlichen Nordsee, bei der sie Übungsmanöver durchführte. Vom 17. bis zum 19. Mai und vom 29. bis zum 31. Mai unternahm die Grand Fleet Vorstöße in die zentrale Nordsee, ohne auf deutsche Schiffe zu stoßen. Vom 11. bis zum 14. Juni führte die Flotte erneut Geschütz- und Gefechtsübungen westlich von Shetland durch. Vom 2. bis zum 5. September unternahm die Flotte eine weitere Fahrt in der Nordsee, bei der sie Geschützübungen durchführte und verbrachte den Rest des Monats mit zahlreichen Trainingsübungen. Vom 13. bis zum 15. Oktober unternahm das Schiff zusammen mit dem Großteil der Grand Fleet einen weiteren Einsatz in der Nordsee. Fast drei Wochen später, vom 2. bis zum 5. November, nahm die Colossus an einer weiteren Flottenübungsoperation westlich von Orkney teil. Noch im selben Monat wurde das Schiff zum Flaggschiff von Konteradmiral Ernest Gaunt, dem Kommandeur der 5. Division.
In der Nacht zum 25. März verließen die Colossus und der Rest der Flotte Scapa Flow, um Beattys Schlachtkreuzer bei dem Angriff auf den deutschen Zeppelinstützpunkt in Tønder zu unterstützen. Als sich die Grand Fleet am 26. März dem Gebiet näherte, hatten sich die britischen und deutschen Streitkräfte bereits getrennt und ein starker Sturm bedrohte die kleineren Schiffe, so dass die Flotte den Befehl erhielt, zur Basis zurückzukehren. Am 21. April führte die Grand Fleet ein Ablenkungsmanöver vor Horns Riff durch, um es der Kaiserlich Russischen Marine zu ermöglichen, ihre Minenfelder in der Ostsee neu zu verlegen. Am 24. April kehrte die Flotte nach Scapa Flow zurück, erhielt dort neuen Proviant, neue Munition und neue Kohle und stach erneut in Richtung englischer Ostküste in See, da man aufgrund von Geheimdienstberichten einen Angriff der Deutschen auf Lowestoft befürchtete, aber erst in dem Gebiet ankam, nachdem sich die Deutschen bereits zurückgezogen hatten.

#### Skagerrakschlacht
In dem Versuch, einen Teil der Grand Fleet aus ihren Häfen zu locken und zu vernichten, verließ die deutsche Hochseeflotte, bestehend aus 16 Schlachtschiffen, sechs Einheitslinienschiffen und weiteren Schiffen, am frühen Morgen des 31. Mai Wilhelmshaven. Die Flotte fuhr in gemeinsamer Formation mit den fünf Schlachtkreuzern von Vizeadmiral Franz Hipper. Die nachrichtendienstliche Abteilung der britischen Admiralität Room 40 hatte den deutschen Funkverkehr mit den Operationsplänen abgefangen und entschlüsselt. Daraufhin befahl die Admiralität der Grand Fleet, die insgesamt 28 Schlachtschiffe und neun Schlachtkreuzer umfasste, noch in der Nacht auszulaufen, um der Hochseeflotte den Weg abzuschneiden und sie zu vernichten.

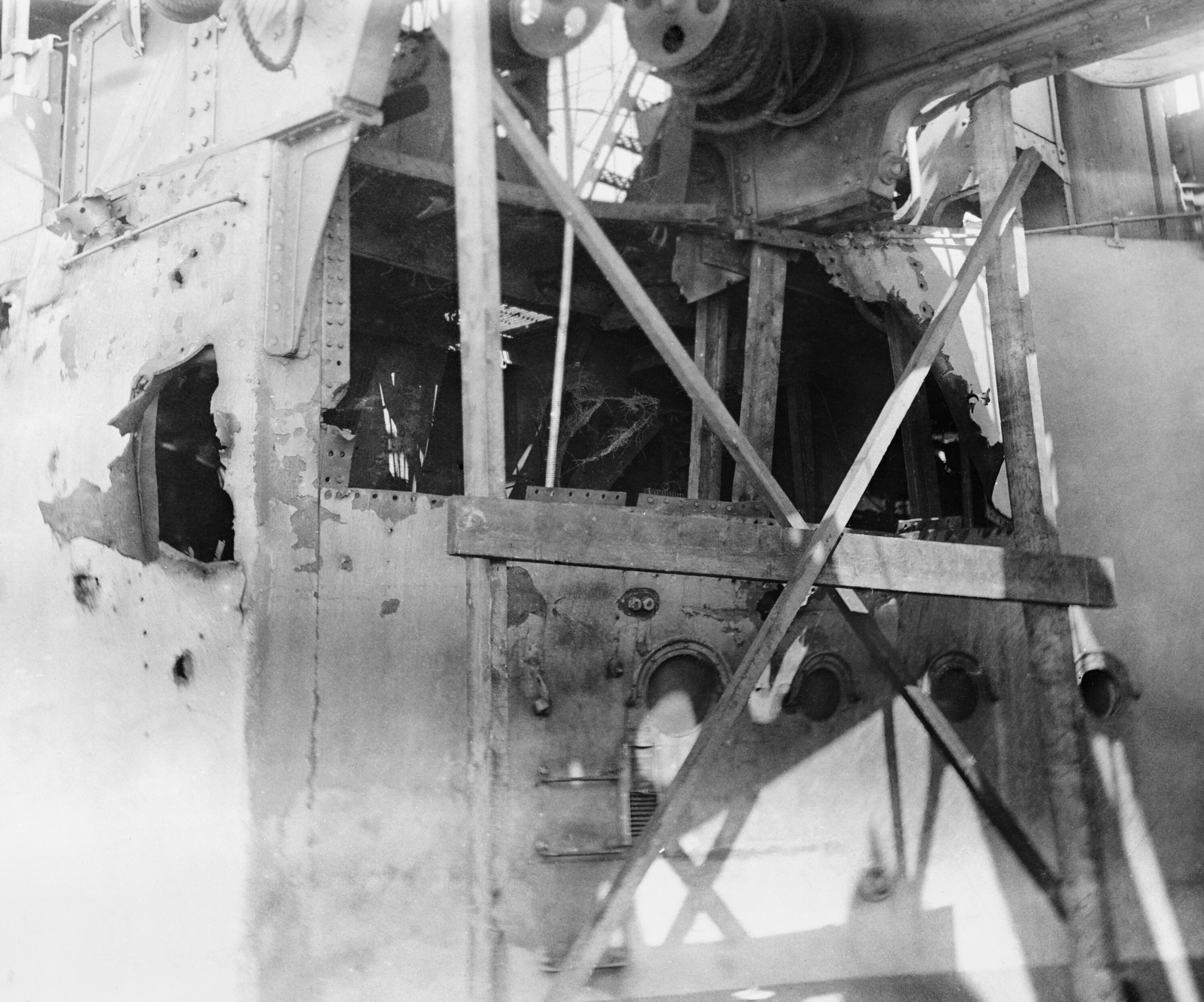
Durch die Seydlitz verursachte Schäden

In der ersten Phase des allgemeinen Gefechts feuerte die Colossus unter dem Kommando von Kapitän Dudley Pound um 18:40 Uhr zwei Salven aus ihren Hauptgeschützen auf ein kaum sichtbares Schlachtschiff ab. Etwa zu dem Zeitpunkt, als die Hochseeflotte um 18:55 Uhr ihren Kurs änderte, um die Briten erneut anzugreifen, feuerte die Colossus eine Salve auf den langsame Fahrt machenden Kleinen Kreuzer Wiesbaden ab, deren Wirkung unbekannt war.
Die Colossus feuerte um 19:00 Uhr drei weitere Salven auf die Wiesbaden ab und schoss kurz darauf auf den Zerstörer SMS G42, der versuchte, der Wiesbaden zu Hilfe zu kommen. Der Zerstörer wurde nicht getroffen, aber die Druckwelle verursachte Leckagen an den Kondensatoren, wodurch sich seine Geschwindigkeit allmählich verringerte. Gegen 19:10 Uhr beschoss die Colossus mehrere deutsche Zerstörerflottillen, jedoch ohne Ergebnis. Um etwa 19:15 Uhr feuerte sie fünf Salven auf den Schlachtkreuzer Derfflinger und meldete vier Treffer. Im Gegenzug wurde sie um 19:16 Uhr von zwei Granaten des Schlachtkreuzers Seydlitz getroffen, die jedoch keine nennenswerten Schäden verursachten. Kurz darauf zerstörten Granatsplitter von zwei Beinahe-Treffern einen Suchscheinwerfer und verwundeten zwei Männer. Anschließend musste sie abdrehen, um einem Torpedo auszuweichen. Dies war das letzte Mal, dass die Colossus ihre Geschütze während der Schlacht abfeuerte.
Nach der Schlacht wurde das Schiff dem 4. Schlachtgeschwader zugeteilt. Die Grand Fleet lief am 18. August aus, um die Hochseeflotte auf ihrem Vormarsch in die südliche Nordsee aus dem Hinterhalt anzugreifen; aber eine Reihe von Fehlmeldungen hinderte Jellicoe daran, die deutsche Flotte abzufangen, bevor sie in den Hafen zurückkehrte. Zwei leichte Kreuzer wurden während der Operation von deutschen U-Booten versenkt, was Jellicoe zu der Entscheidung veranlasste, die größeren Einheiten der Flotte südlich von 55° 30' Nord nicht zu riskieren, da es dort viele deutsche U-Boote und Minen gab. Die Admiralität stimmte dem zu und legte fest, dass die Grand Fleet nicht ausrücken würde, es sei denn, die deutsche Flotte versuchte eine Invasion Großbritanniens oder es bestand die große Möglichkeit, dass sie unter geeigneten Bedingungen zu einem Gefecht gezwungen werden könnte.
Am 22. April 1918 fuhr die Hochseeflotte zum letzten Mal nach Norden, um einen Konvoi nach Norwegen abzufangen, musste aber zwei Tage später umkehren, nachdem der Schlachtkreuzer Moltke einen Maschinenschaden erlitten hatte. Die Grand Fleet lief am 24. November von Rosyth aus, als die Operation entdeckt wurde, konnte die Deutschen aber nicht mehr einholen. Die Colossus lag bei der Kapitulation der deutschen Flotte am 21. November in Rosyth. Im Januar 1919 wurde sie ausgemustert und zum Flaggschiff der Reserve in Devonport ernannt. Im März wurde die Colossus kurzzeitig zum Flaggschiff des 3. Schlachtgeschwaders der Home Fleet, bevor diese Rolle am 18. März an die Collingwood übertragen wurde. Am 30. Juni 1921 wurde sie von der Marineliste gestrichen, aber im September in Portland zu einem Ausbildungsschiff umgerüstet. Dort blieb das Schiff bis Mai 1922 stationiert und kehrte anschließend nach Devonport zurück, wo sie erneut zur Entsorgung aufgelistet wurde. Am 23. Juli 1923 wurde die Colossus von der Abwrackliste gestrichen und für die Ausbildungseinrichtung HMS Impregnable in Devonport genutzt. Am 23. Februar 1928 wurde das Schiff der Werftkontrolle übergeben und im August an Charlestown Shipbreaking Industries verkauft. Von dort wurde sie an Metal Industries, Limited weiterverkauft und verließ Devonport am 25. Februar in Richtung Charlestown, Fife. Dort traf sie am 5. September ein und wurde anschließend abgewrackt.

## Technik
Das Schiff hatte eine Gesamtlänge von 166,30 m, eine Breite von 24,40 m und einen Tiefgang von 8,20 m. Die Verdrängung lag bei 20350 t.

### Antrieb
Die Colossus besaß zwei Parsons-Turbinen mit Direktantrieb, die jeweils eine Welle antrieben und insgesamt 25.000 Shp (18.387 kW) entwickelten, mit denen sie eine Höchstgeschwindigkeit von 21 Knoten (39 km/h) erreichte. Der Dampf wurde von 18 Babcock & Wilcox-Kessel geliefert. Das Schiff konnte maximal 2900 t Kohle mitführen, was ihm bei 10 Knoten (19 km/h) eine Reichweite von 6680 Seemeilen (12.370 km) ermöglichte. Die Besatzung des Schiffes bestand aus 751 Offizieren und Mannschaft.

### Bewaffnung
Die Hauptbewaffnung bestand aus zehn 305-mm-Kanonen in fünf hydraulisch angetriebenen Zwillingsgeschütztürmen; drei entlang der Mittellinie und die restlichen zwei als Flügeltürme. Die Geschütztürme in der Mittellinie trugen die Bezeichnungen „A“, „X“ und „Y“ von vorne nach achtern, die Flügeltürme an Backbord und Steuerbord die Bezeichnungen „P“ und „Q“. Die Geschütze hatten bei einer Mündungsgeschwindigkeit von 861 m/s und einer maximalen Elevation von +20° eine Reichweite von 19.385 m. Die Sekundärbewaffnung bestand aus sechzehn 102-mm-Kanonen. Zehn davon waren in den vorderen Aufbauten und sechs in den hinteren Aufbauten in Einzellafetten montiert. Die Geschütze hatten bei einer Mündungsgeschwindigkeit von 860 m/s und einer maximalen Elevation von +15° eine Reichweite von 10.424 m. Außerdem wurden vier 47-mm-3-Pfünder-Salutkanonen mitgeführt. Die Schiffe waren mit drei 533-mm-Torpedorohren ausgestattet, eines auf jeder Breitseite und ein weiteres im Heck, für die 18 Torpedos vorgesehen waren.

### Panzerung
Der Gürtel bestand aus Krupp-Zementstahl mit einer Dicke von 279 mm zwischen den vorderen und hinteren Barbetten, der nicht die gesamte Länge des Schiffes abdeckte. Darüber befand sich ein Plankengang von 203 mm. Die vorderen 101 mm starken Querschotten verbanden die vordere Barbette mit der Seitenpanzerung. In ähnlicher Weise verband das hintere 203 mm dicke Querschott diese mit der hintersten Barbette. Die drei mittleren Barbetten waren oberhalb des Hauptdecks 254 mm und unterhalb 101 mm dick. Die Flügelbarbetten waren ähnlich gepanzert, hatten aber an den Außenseiten eine Panzerung von 279 mm. Die Geschütztürme hatten 279 mm dicke Platten an den Seiten und 76 mm auf den Dächern. Die drei gepanzerten Decks hatten innerhalb der gepanzerten Zitadelle eine Dicke 38 mm und außerhalb eine Stärke von 102 mm. Die Front und die Seiten des Kommandoturms wurden durch 279 mm starke Platten geschützt, während die Rückseite und das Dach 203 mm bzw. 76 mm dick waren. Der hintere Torpedokontrollturm war rundherum mit 76 mm und auf dem Dach mit 50 mm Panzerung geschützt. Um Gewicht zu sparen, kehrte man zum unzureichenden Unterwasserschutz der Dreadnought zurück, deren 76 mm starke Torpedoschotts nur die Granatenräume und Magazine schützten.

### Feuerleitanlage, Sensoren
Der Steuerstand für die Hauptbewaffnung befand sich im Ausguck des Fockmastes. Die Daten eines 2,7-m-Barr-&-Stroud-Entfernungsmessers, der sich dort befand, wurden in einen mechanischen Dumaresq-Computer eingegeben und elektrisch an die Vickers-range clock übertragen, die sich in der Sendestation unter jeder Position auf dem Hauptdeck befanden, wo sie in Entfernungs- und Vorhaltedaten umgewandelt wurden. Die Daten des Ziels wurden auch grafisch dargestellt, um den Geschützoffizier bei der Vorhersage der Bewegung des Ziels zu unterstützen. Die Geschütztürme, Sendestationen und Steuerstände konnten in nahezu beliebiger Kombination miteinander verbunden werden.

### Umbauten
1912 wurde die Kompassplattform nach vorne verlängert, um einen Entfernungsmesser unterzubringen. Nach dem Kriegsbeginn im August 1914 wurden zwei 76-mm-Flugabwehrkanonen hinzugefügt. Vor Dezember 1915 wurde auf einer Plattform unterhalb des Ausgucks ein Feuerleitrechner installiert. Nach der Skagerrakschlacht im Mai 1916 wurden etwa 51 t zusätzliche Deckspanzerung angebracht. Etwa zur gleichen Zeit wurden vier 101-mm-Geschütze von den Aufbauen achtern entfernt. Im April 1917 wurde die Colossus mit 101-mm- und 76-mm-Flugabwehrgeschützen ausgerüstet, wobei die vordere Gruppe in Kasematten untergebracht war. Zwischen 1917 und 1918 wurde das Torpedorohr im Heck entfernt und ein Hochwinkel-Entfernungsmesser auf dem Ausguck angebracht.